# Сабиново
Сабиново — деревня в Лежневском районе Ивановской области, административный центр Сабиновского сельского поселения.

## География
Сабиново расположено в северной части Лежневского района. Расстояние до областного центра — 17 км, до райцентра Лежнево — 8 км, в 3 км проходит автомобильная дорога Иваново-Москва. Площадь деревни в существующих границах — 82 га. Рельеф спокойный, с небольшим естественным уклоном в юго-восточную сторону. В восточной части понижение более значительное, перепад высот до 10 м.

### Климат
Климат окрестностей — умеренно континентальный с теплым летом и умеренно холодной снежной зимой. Расчетная зимняя температура наружного воздуха −30С. Высота снежного покрова в среднем 58 см. Нормативная глубина промерзания грунтов 1,62 м. Преобладают ветра юго-западного направления.

## История
Являлась административным центром Задниковского сельсовета с 1974 года. В 1981 году указом Президиума Верховного Совета РСФСР деревня Задниково переименована в Сабиново.28 августа 1985 года вместе с сельсоветом передана в состав Лежневского района. С 25 февраля 2005 года стала административным центром Сабиновского сельского поселения.

## Население
| 2010 |
| ---- |
| 349  |

## Инфраструктура
Инфраструктура представлена клубом со спортзалом, имеется магазин. В здании клуба расположены также администрация сельского поселения, спортклуб, библиотека. Медпункт расположен в половине жилого дома. Не действуют детский сад (на 50 мест), бани и котельная, однако пригодны к восстановлению. В южной части деревни имеется спортивная площадка.
Отсутствуют школа, предприятия общественного питания и бытового обслуживания.

### Производственные объекты
Для теплоснабжения клуба на прилегающей к нему площадке построена отдельно стоящая газовая котельная с наземной теплотрассой. Рядом находится ещё один производственный объект — цех по производству мясных изделий (малое предприятие). На прилегающей к деревне территории с северо-востока расположена производственная территория, принадлежащая СПК им. Мичурина. Вдоль дороги на село Кукарино располагаются склады (зерносклад, овощехранилище и пр.). Восточнее — бывшая животноводческая ферма КРС. Основные её здания разрушены, действует только телятник на 150 голов. Ещё восточнее располагаются отдельные производственные здания бывшей коммунально-механической зоны (пилорама, мастерские, гаражи, автостоянка и пр.); действуют не все, некоторые частично. Очистные сооружения — производительностью до 200м3/сут, с полями фильтрации. Расположены у леса, вне границ деревни.

### Дороги
Основные улицы (Новая, Мичурина) и проезды многоквартирной жилой застройки имеют асфальтобетонное покрытие, есть пешеходные тротуары. Остальные улицы и проезды также частично имеют асфальтобетонное, частично твёрдое гравийное покрытие. Незначительная часть улиц и проездов — грунтовые. Система поверхностного отвода вод имеется частично на асфальтированных улицах.

### Инженерные сооружения и коммуникации
Жилые дома многоквартирной и частной застройки, а также общественные и производственные здания отапливаются индивидуальными газовыми котлами. Теплоснабжение здания клуба осуществляется от собственной котельной.
Деревня газифицирована, и жилой сектор обеспечен газом для бытовых нужд. Водоснабжение осуществляется от двух артезианских скважин с дебитом 175 м3/сут. Артскважины введены в 1980-82 годах, расположены вне жилой застройки. Имеется водонапорная башня ёмкостью 50 м3, высотой 18 м. Система водопровода хозяйственно-питьевая, качество воды удовлетворительное. В частном секторе водоснабжение осуществляется от колодцев (общих и индивидуальных). Противопожарное водоснабжение осуществляется от пожарных гидрантов.
Имеется централизованная канализация. Стоки от жилой многоквартирной и общественной зон поступают по канализационному коллектору сразу на очистные сооружения.
Электроснабжение осуществляется от нескольких трансформаторных подстанций, расположенных в жилой и общественной зонах.